# Y (profumo)
Y è un profumo femminile della casa di moda Yves Saint Laurent Beauté, lanciato sul mercato nel 1964 ed ancora oggi in produzione.
Y è il primo profumo lanciato sul mercato dalla maison Yves Saint Laurent, ed è un profumo cipriato-fruttato classificato D4F, composto da Jean Amic, che in futuro creerà per Yves Saint Laurent classici della profumeria come Opium. La bottiglia è invece opera del designer Pierre Dinand. Le note di testa di questa fragranza sono la pesca, aldeidi, gardenia e caprifoglio, le note di cuore sono il narciso, giacinto, rosa ed iris e le note di fondo patchouli, vetiver, zibetto e benzoino. È descritto come l'archetipo dei profumi "verdi".
Il nome "Y" è sia l'iniziale del nome di Yves Saint Laurent, sia l'avverbio di luogo "ci" in francese. Parlando di Y in un'intervista a Fragrance Foundation, Saint Laurent dichiarò:
(Yves Saint Laurent)